# FFH-Gebiet Munkbrarupau- und Schwennautal
Das FFH-Gebiet Munkbrarupau- und Schwennautal (Code-Nr.: DE-1123-305) ist ein NATURA 2000-Schutzgebiet in Schleswig-Holstein im Kreis Schleswig-Flensburg und wurde der Europäischen Kommission im Jahr 2004 zur Benennung als Gebiet von gemeinschaftlicher Bedeutung vorgeschlagen. Das Anerkennungsverfahren gem. Art. 4 und 21 FFH-Richtlinie wurde mit Beschluss der Kommission vom 13. November 2007 abgeschlossen. Das Gebiet ist in der Liste der Gebiete von gemeinschaftlicher Bedeutung für die kontinentale Region im Amtsblatt der Europäischen Union bekannt gemacht worden. Das Gebiet unterliegt dem gesetzlichen Verschlechterungsverbot des § 33 Abs. 1 Bundesnaturschutzgesetz (BNatSchG). Das FFH-Gebiet wird unter der Nr. 33 im Bewirtschaftungsplan nach Art. 13 der Richtlinie 2000/60/EG für die Flussgebietseinheit Schlei/Trave mit dem Code DE_PH_1123-305 gelistet. Das Fließgewässer Munkbrarupau hat gemäß Wasserrahmenrichtlinie im Oberlauf bei der Gewässerbewertung den Code ff_03_a und gilt als „erheblich veränderter Wasserkörper“ (heavily modified waterbody = HMWB), wohingegen der Unterlauf mit den Wasserkörper-Code ff_03_b als „natürliches Fließgewässer“ eingestuft wird. Die Schwennau wird auf der gesamten Länge mit dem Wasserkörper-Code ff_04 als „natürliches Fließgewässer“ eingestuft.

## Gebietscharakteristik
Das FFH-Gebiet „Munkbrarupau- und Schwennautal“ mit einer Größe von 102 ha liegt südlich und nordwestlich von Glücksburg. Es handelt sich um zwei räumlich getrennte Teilgebiete, die aber zu einem Auensystem gehören. Der zwischen diesen beiden Teilbereichen befindliche Rüder See, der auch „Mühlenteich“ genannt wird, und der Glücksburger Schlossteich gehören nicht zum FFH-Gebiet. Für das gesamte Schutzgebiet sind als besonders bedeutende Erhaltungsziele die Erhaltung und wenn erforderlich Wiederherstellung von folgenden Lebensraumtypen festgelegt worden:
- Die Strandseen im Mündungsbereich der Schwennau
- Die Pflanzengesellschaft der Unterwasservegetation aus  Flutenden Wasserhahnenfuß
- Kalkreiche Niedermoore
- Hainsimsen-Buchenwald als typischer deutsche Wald mit Rotbuche und einigen Eichen
- Schlucht- und Hangmischwälder
- Auenwälder mit Schwarzerle und Gemeine Esche (Erlen-Eschen-Auwälder, Weißerle, Weiden-Weichholzau)
- Von Bedeutung ist die Erhaltung des Waldmeister-Buchenwaldes.[11]

Der Erhaltungszustand der Lebensraumtypen im FFH-Gebiet wird zum großen Teil der Kategorie C zugeordnet (C: ungünstig.)
Das Schutzgebiet besteht zu 22 % aus Laubwald, 1 % Salzsümpfe, -wiesen und -steppe, 4 % Binnengewässer (stehend und fließend), 12 % Moore, Sümpfe, Uferbewuchs, 6 % Trockenrasen, Steppen und 55 % feuchtes und mesophiles Grünland.
30 % des FHH-Gebietes überschneidet sich mit dem Landschaftsschutzgebiet Flensburger Förde. Dies betrifft ausschließlich das Teilgebiet Schwennautal.
Die Landesregierung hat 2017 einen umfangreichen Managementplan zur Sicherung und Weiterentwicklung dieses FFH-Gebietes aufgestellt. Ein Rechtsetzungsverfahren zur Unterschutzstellung als NSG ist derzeit nicht vorgesehen. Aber beide Teilgebiete sind als Schwerpunktbereich (Nr. 544) Bestandteil des Schutzgebiets- und Biotopverbundsystems.  Eine FFH-Gebietsbetreuung ist noch nicht übergeben. Der Managementplan wird im 6-Jahres-Rhythmus überprüft. Geologisch handelt es sich bei den Autälern größtenteils um ein Moränenmaterial der Grund- und Endmoränen. Es dominiert die Bodeneinheit der „Parabraunerden aus Lehm oder aus Sand über Lehm“.

## FFH-Teilgebiet Munkbrarupautal

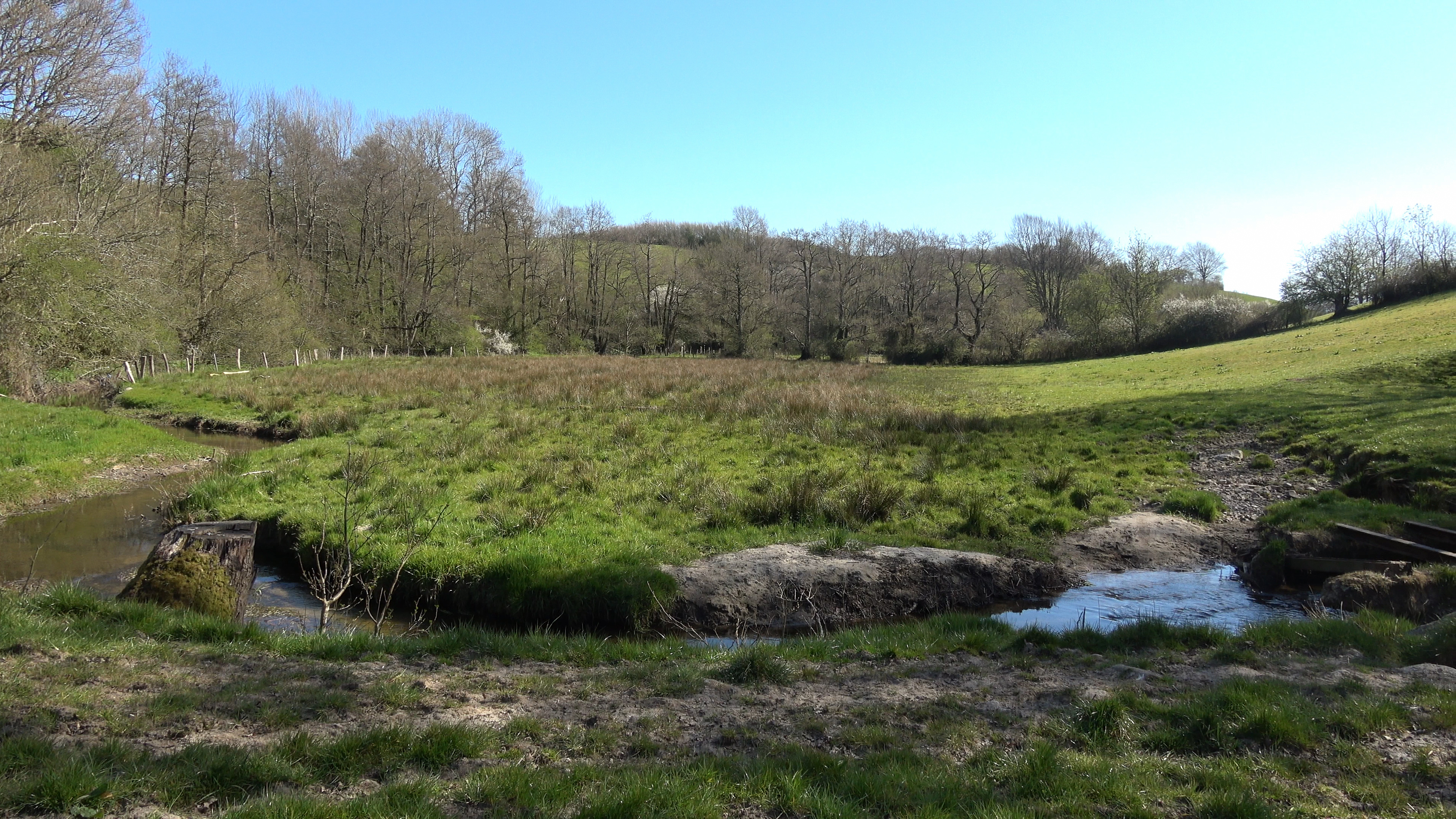
Munkbrarupau bei Ulstrup

### Beschreibung

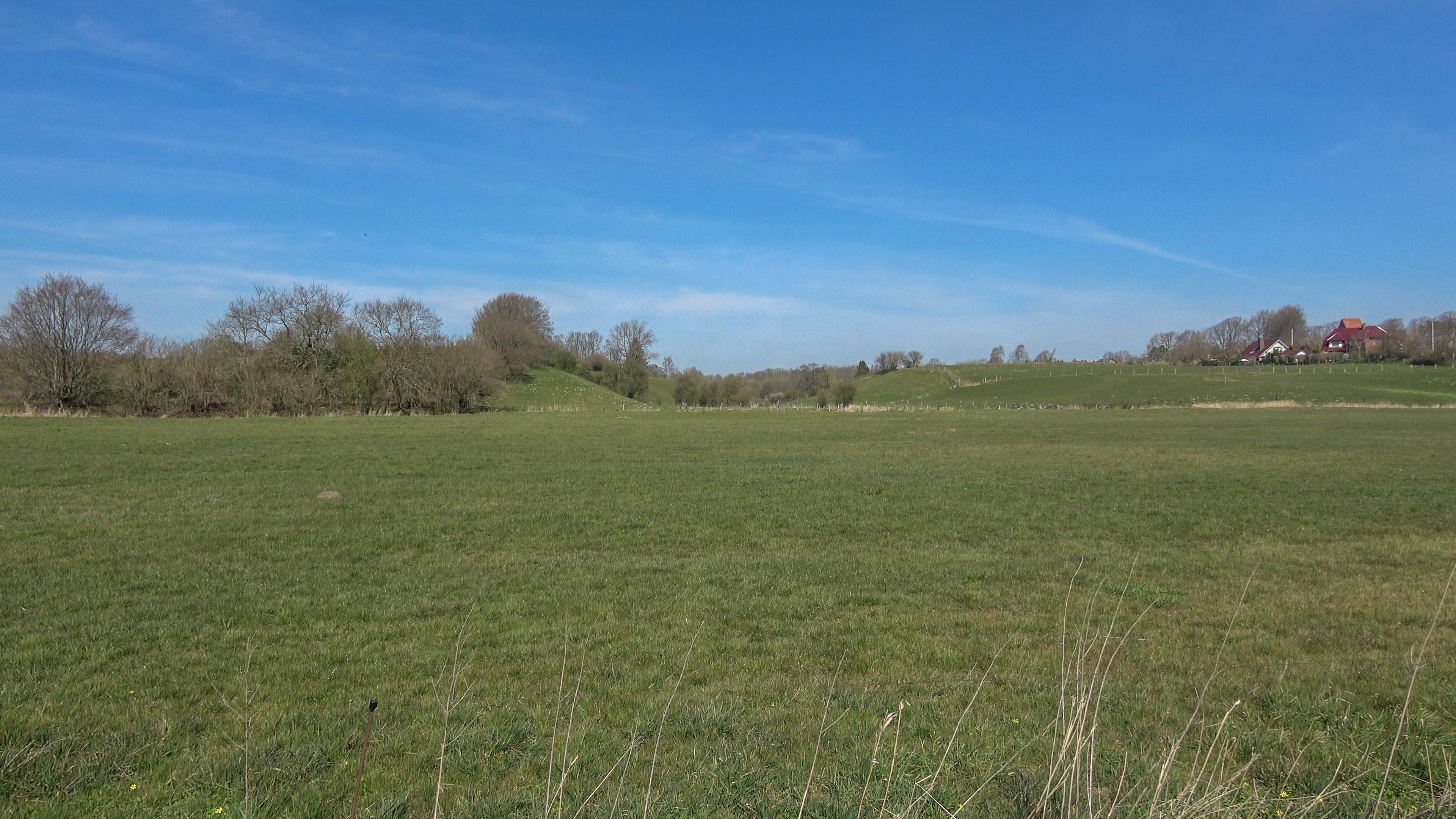
Südgrenze des FFH-Gebietes

Das FFH-Gebiet beginnt am Südwestende des Ortes Munkbrarup, wo das zuvor breite Tal sich aus der Ostwestrichtung nach Norden stark verengt. Auf 150 m Breite ragen die seitlichen Hänge bis zu 20 m hinauf. Das Fließgewässer „Munkbrarupau“ hat eine Länge von 5,3 km, davon 3,6 km auf FFH-Gebiet. Der Höhenunterschied von der Quelle bis zum Eintritt in den Rüder See beträgt 16 Höhenmeter. Beim Eintritt in das FFH-Gebiet am Süden des Schutzgebietes am Klärwerk der Gemeinde Munkbrarup hat sie bereits 1,7 km zurückgelegt. Der ökologische und chemische Zustand des Oberlaufes der Munkbrarupau, der bis zur Querung der B199 reicht, ist nicht gut.  Sie biegt dann nach Norden und quert die B199. Die etwa 2 m breite Munkbrarupau ist in ihrem Tal aufgrund der ausreichenden Gefälleverhältnisse kaum reguliert worden. Sie durchfließt den oberen Talraum als typischer, flacher Wiesenbach in natürlichen Mäandern bis zum Rüder See. Der ökologische Zustand des Unterlaufes der Munkbrarupau ist noch schlechter als der des Oberlaufes. Das Wasser gelangt danach über den Glücksburger Schlossteich in die Schwennau und schließlich in die Ostsee. Die Munkbrarupau liegt nur wenige Kilometer von der Wasserscheide der Kimbrischen Halbinsel entfernt. Die 6 km südlich bei Markerup fließende Kielstau entwässert bereits über Treene und Eider in die Nordsee.

### Erhaltungsgegenstand und Erhaltungsziel
Im Sinne des Anhang I FFH-Richtlinie FFH-Richtlinien sind für das Teilgebiet Munkbrarupautal 5 Erhaltungsgegenstände als Erhaltungsziele festgelegt worden, siehe MP und Karte.

### Analyse und Bewertung
Die Erhaltungsziele wurden einer Analyse und Bewertung unterzogen, siehe MP. Der Erhaltungszustand kartiert worden, siehe Karte.

### Maßnahmen
Aus Analyse und Bewertung wurde ein umfangreicher Maßnahmenkatalog erstellt und in Maßnahmenblättern dokumentiert, siehe MP, Maßnahmenblätter und Karte.

### Monitoring
Alle 6 Jahre wird der Erfolg der Maßnahmen kontrolliert. Der o. a. Managementplan gibt den Stand vom 28. November 2017 wieder.

### Bildergalerie

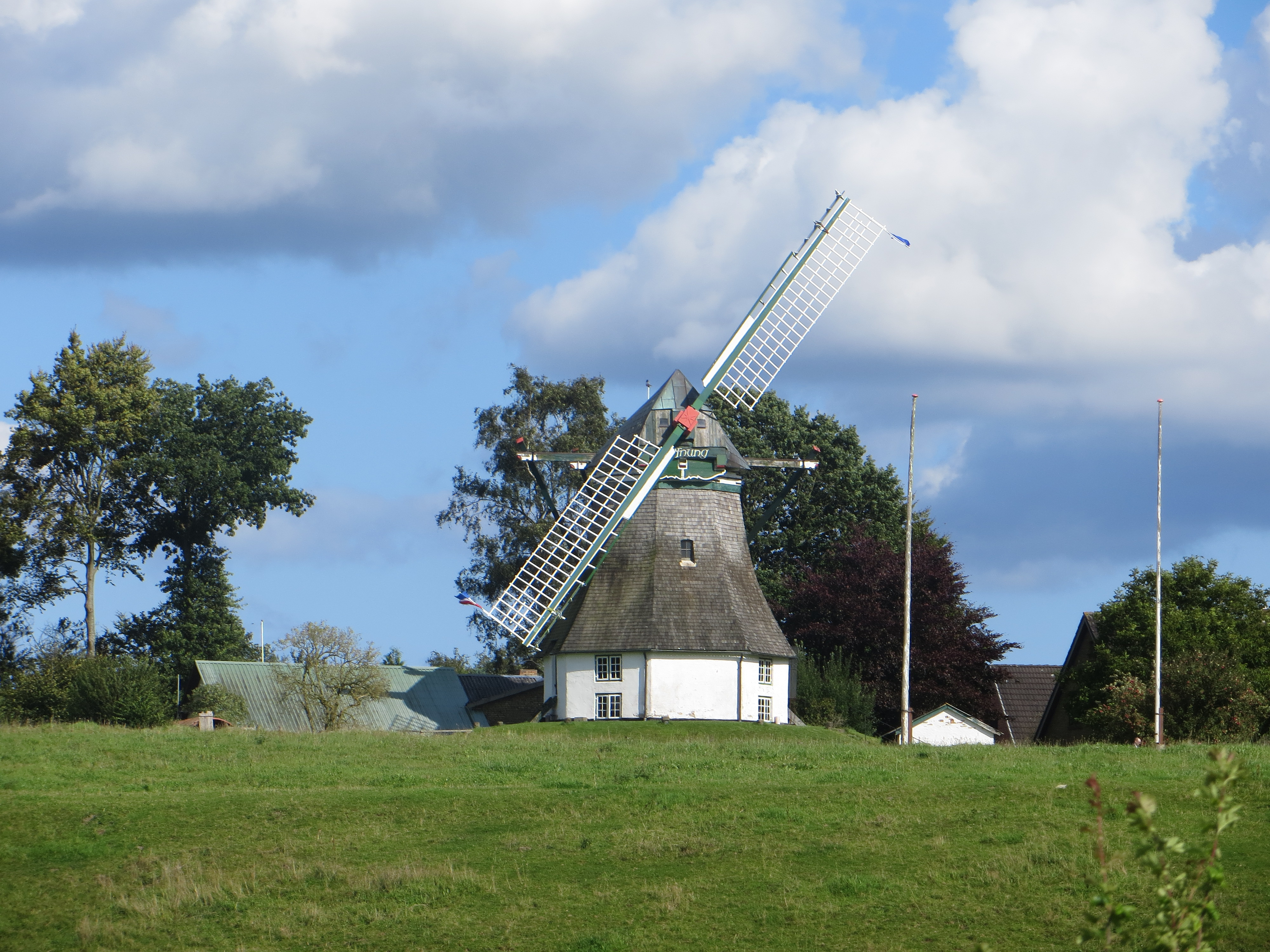
Windmühle Hoffnung an der Munkbrarupau
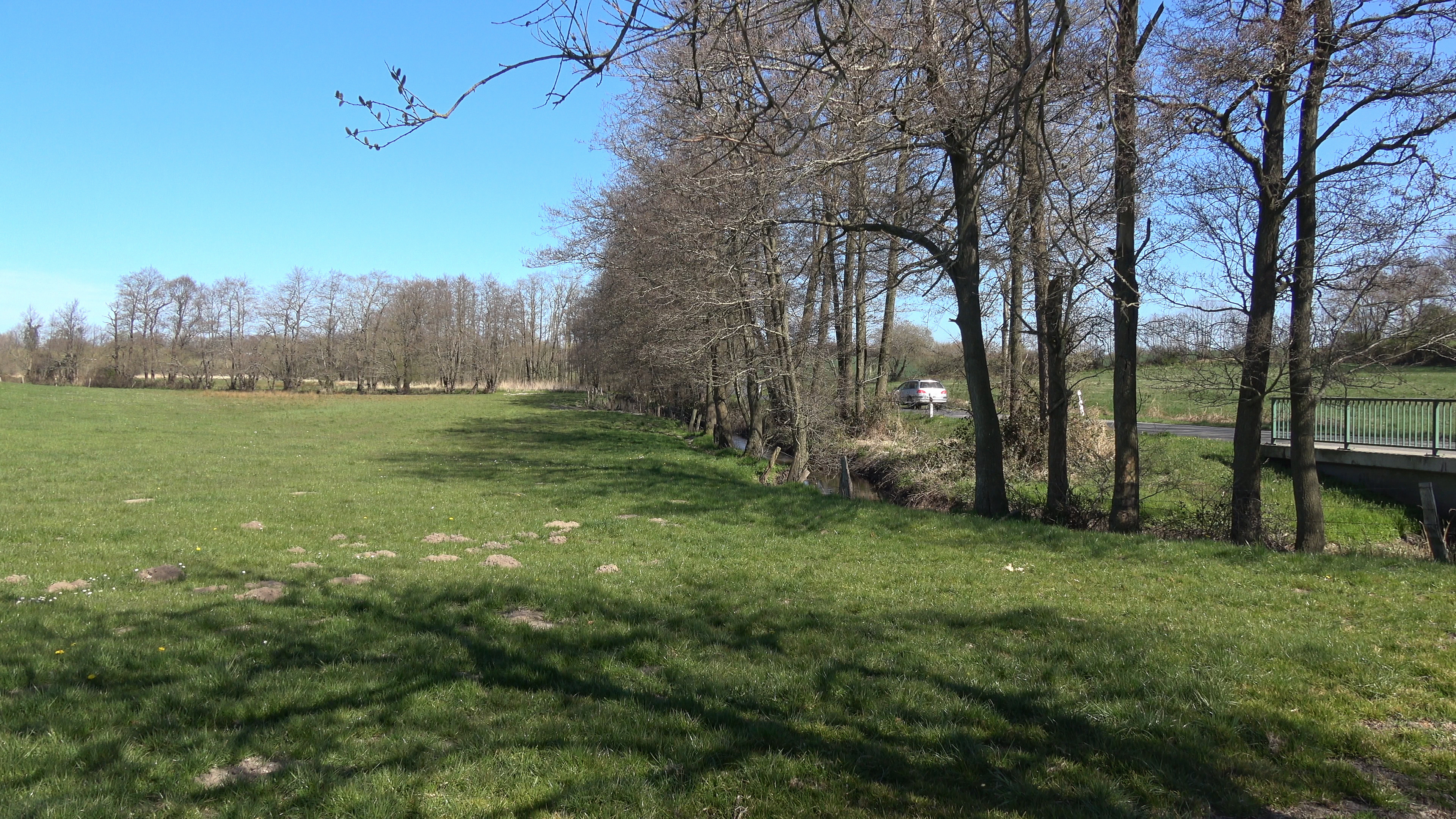
Munkbrarupau unterquert die L96
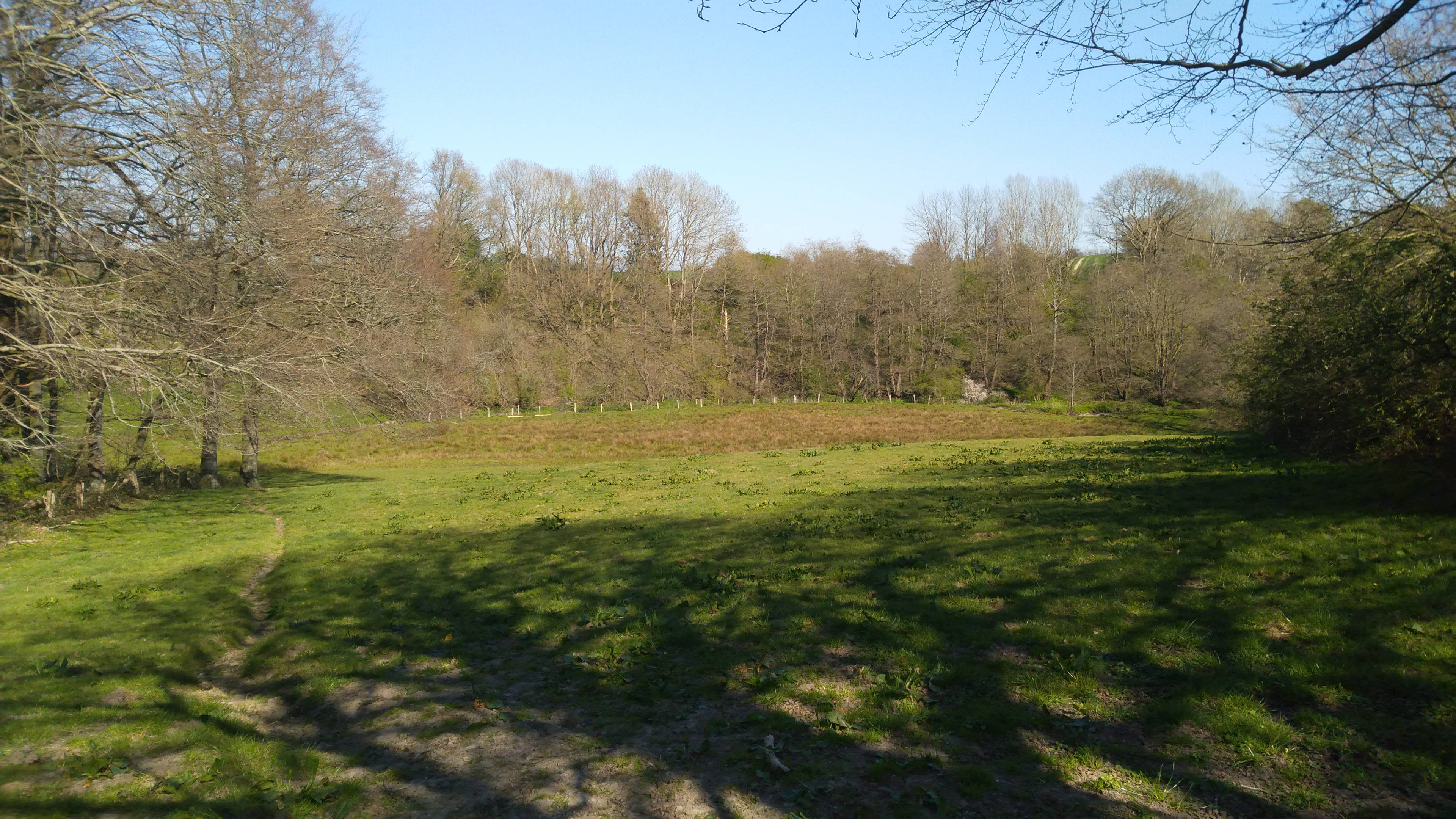
Munkbrarupautal südlich der L96
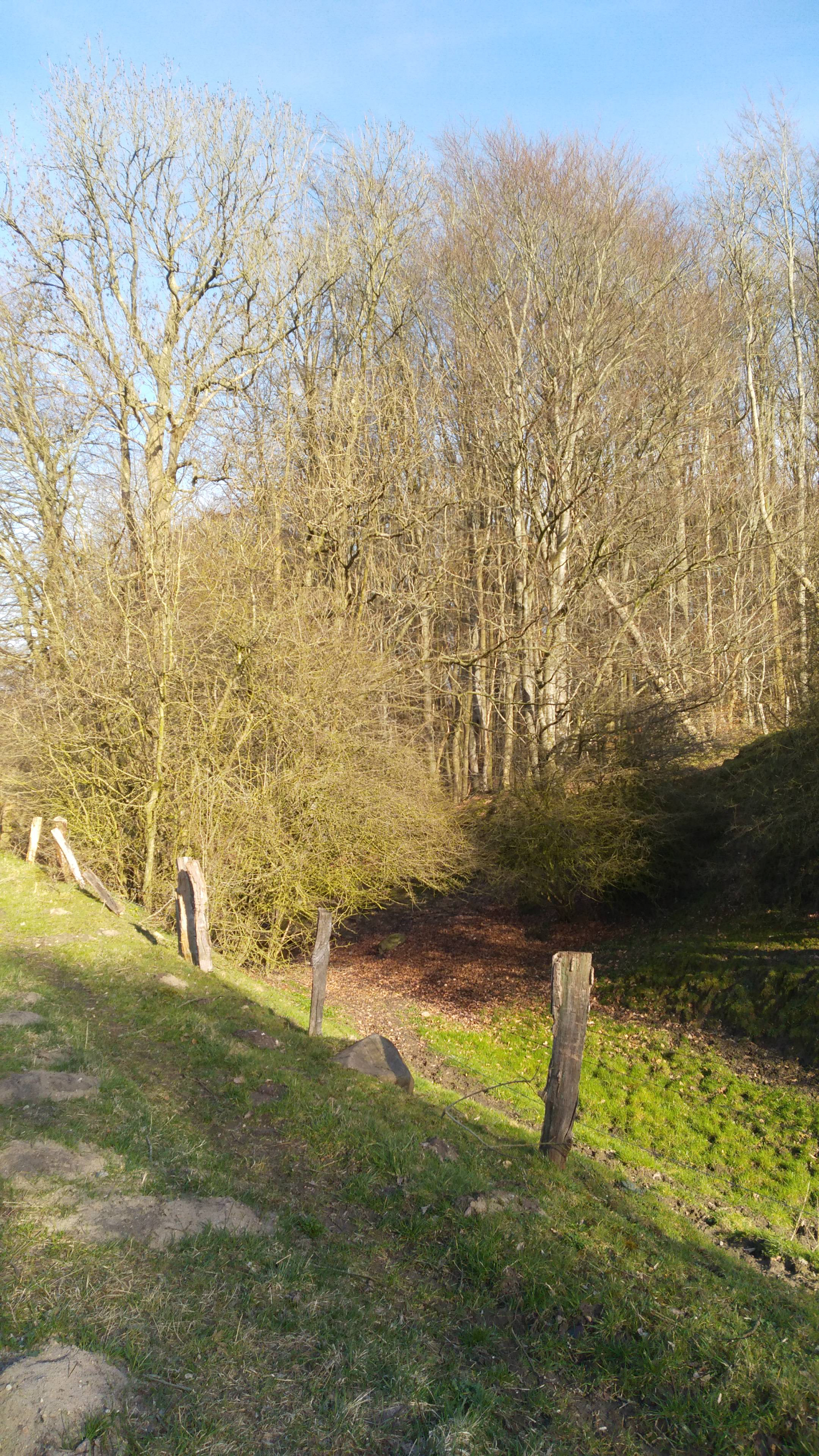
Zugang zur Munkbrarupau südlich Blixberg
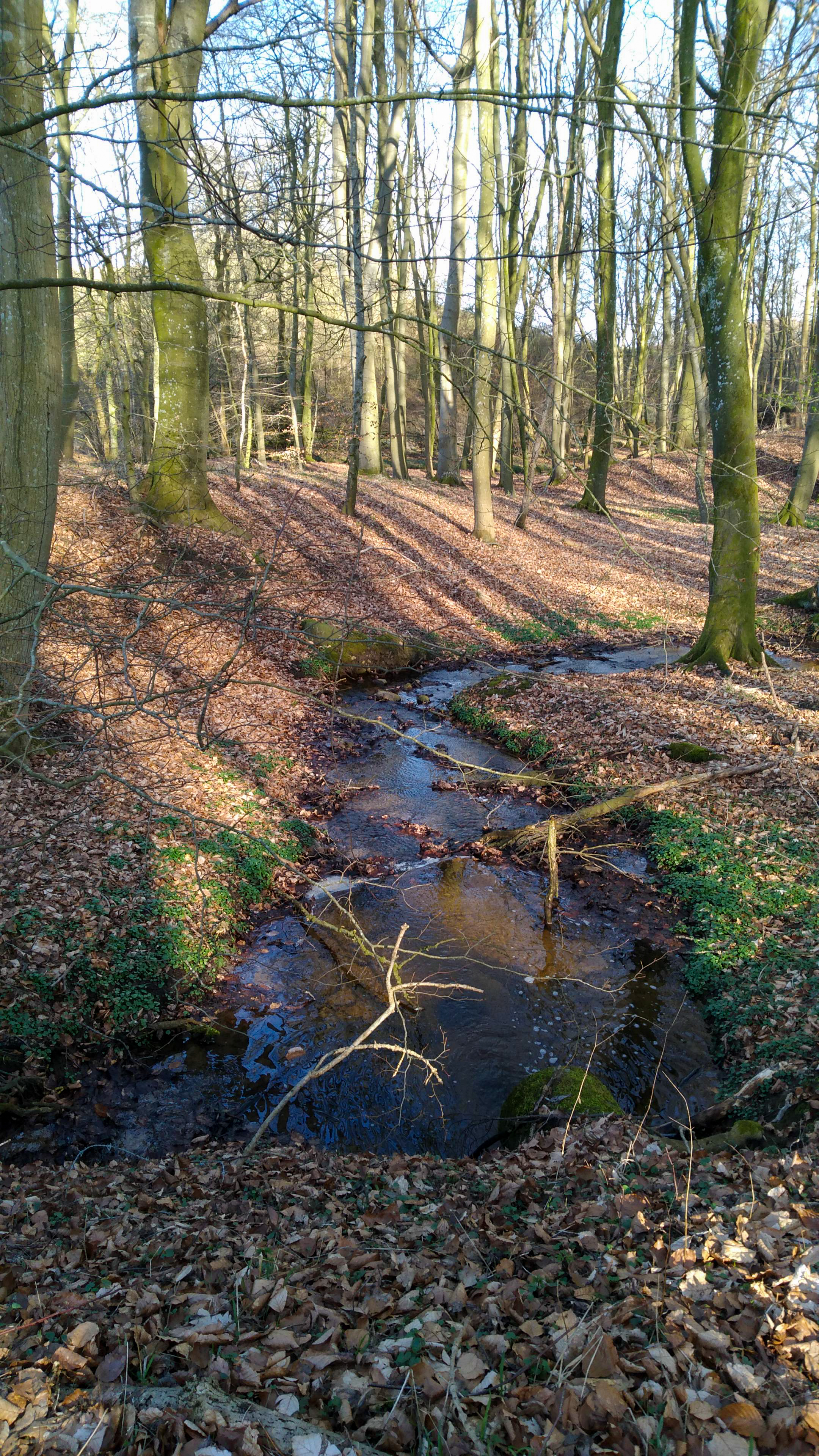
Bachlauf vom Blixberg zur Munkbrarupau
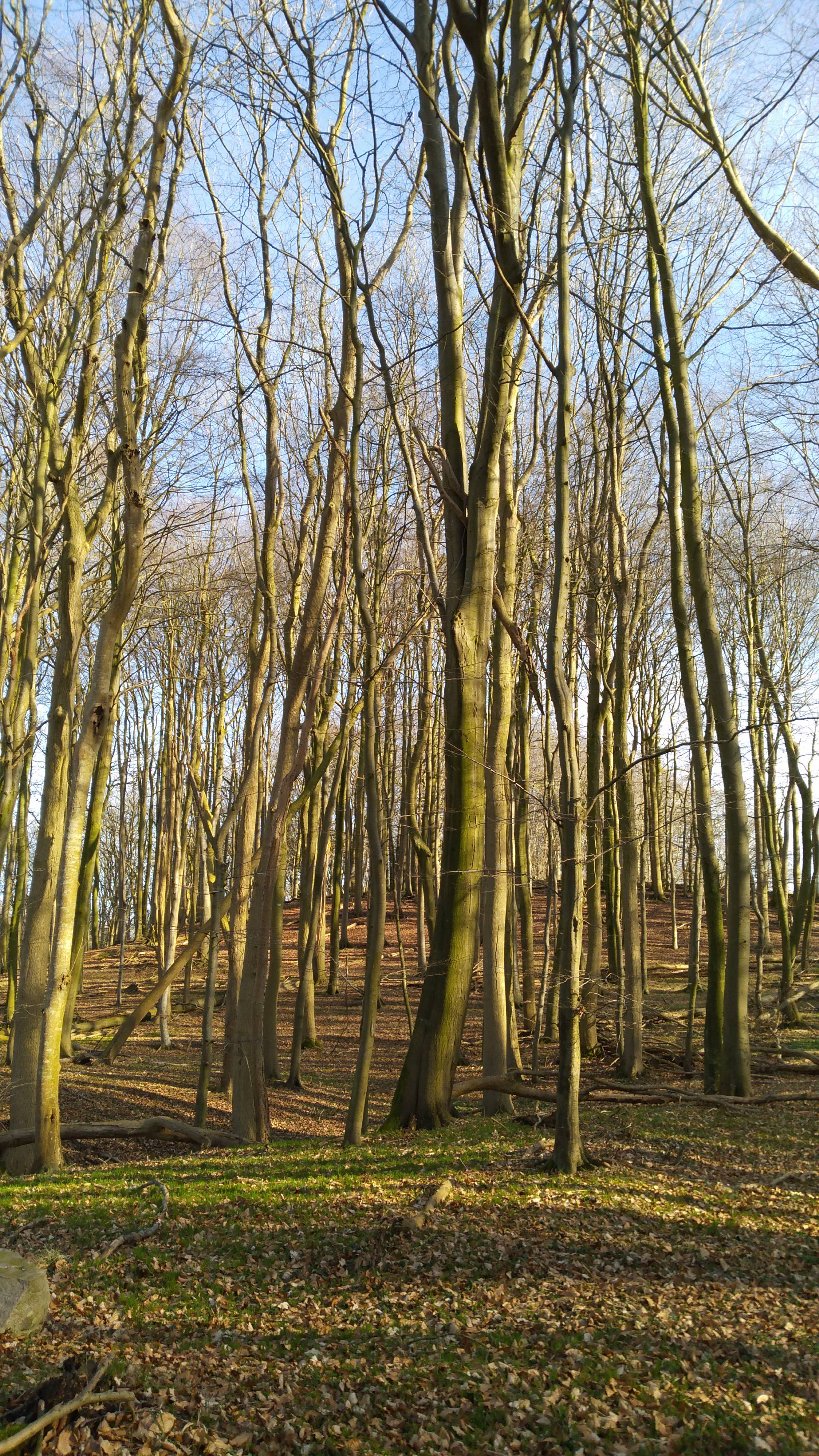
Waldmeister-Buchenwald an der Munkbrarupau südlich Blixberg

## FFH-Teilgebiet Schwennautal

### Beschreibung

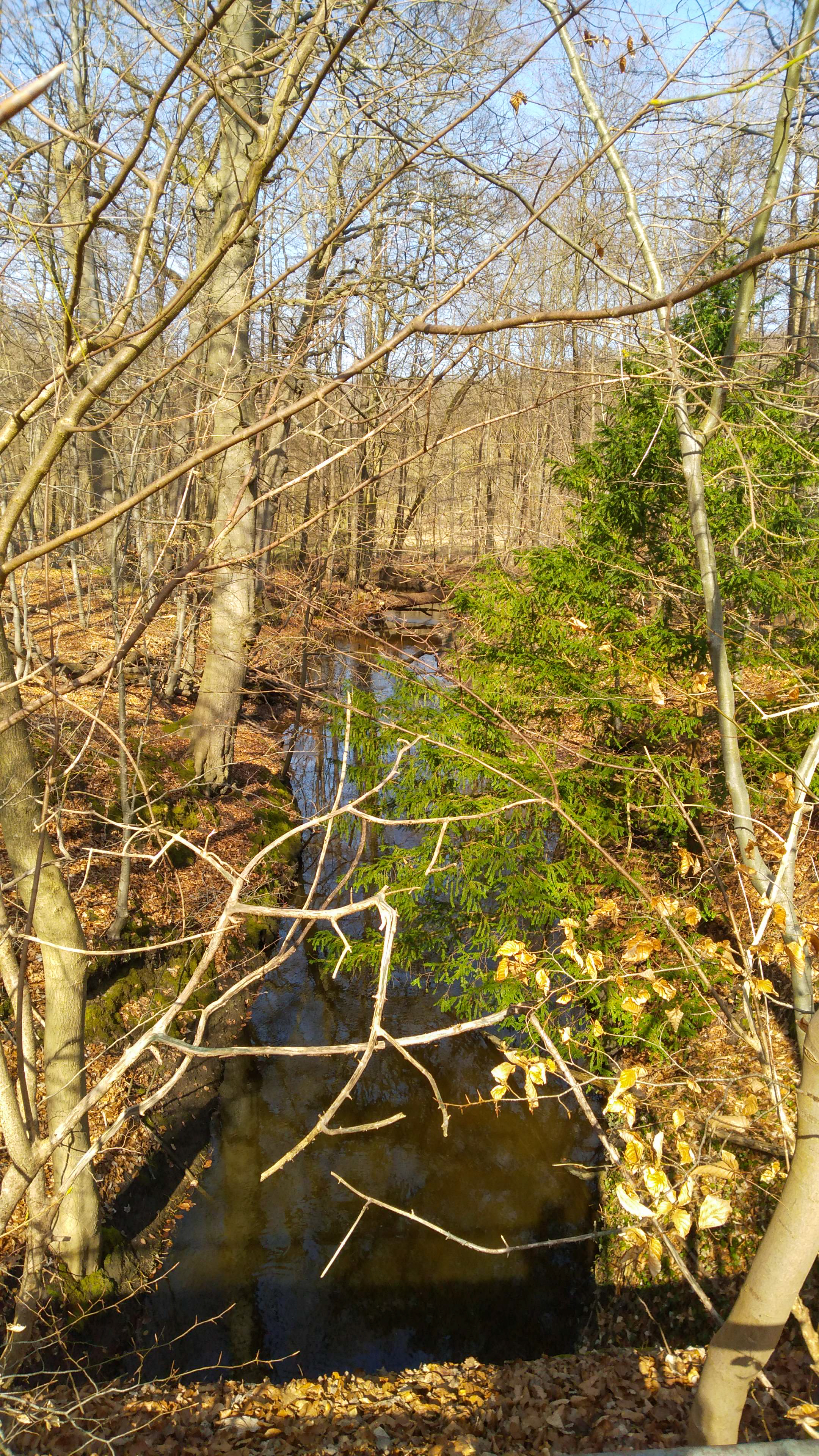
Schwennau betritt das FFH-Gebiet

Das Teilgebiet Schwennautal liegt vollständig im Gemeindegebiet von Glücksburg. Es beginnt im Süden am Rande des Flensburger Staatsforstes an der Nordseite der Wilhelminenstraße, wo die Schwennau diese unterquert. Nach 150 m trifft vom Osten her der Abfluss des Glücksburger Schlossteiches die Schwennau. Das Wasser entstammt ursprünglich der Munkbrarupau. Das Gebiet folgt dem Lauf der Schwennau in 100 m bis 200 m Breite. Nach Unterquerung der Paulinenallee fließt die Schwennau in ein sich auf 300 m verbreiterndes Auental mit Schilf und Röhricht, bis sie sich schließlich in die Ostsee ergießt. Die größte Ausdehnung des Teilgebietes beträgt 1,3 km. Der ökologische und chemischer Zustand der Schwennau ist schlecht. Dies betrifft insbesondere Belastungen mit Chemikalien und Nährstoffen aus Landwirtschaft und anderen diffusen Quellen.

### Erhaltungsgegenstand und Erhaltungsziele
Im Managementplan für das Teilgebiet 2 Schwennautal sind der Erhaltungsgegenstand, und die Erhaltungsziele für das Gesamtgebiet definiert worden. Die vorhandenen Biotoptypen und die Lebensraumtypen wurden kartiert.

### Analyse und Bewertung
Die Erhaltungsziele wurden einer Analyse und Bewertung unterzogen. Der Erhaltungszustand wurde kartiert.

### Maßnahmen
und die sich daraus ergebenden Maßnahmen beschrieben und in Maßnahmenblättern erfasst und aktualisiert. Diese unterliegen einer ständigen Kontrolle und Anpassung.

### Monitoring
Alle 6 Jahre wird der Erfolg der Maßnahmen kontrolliert. Der o. a. Managementplan gibt den Stand vom 28. November 2017 wieder.

### Bildergalerie

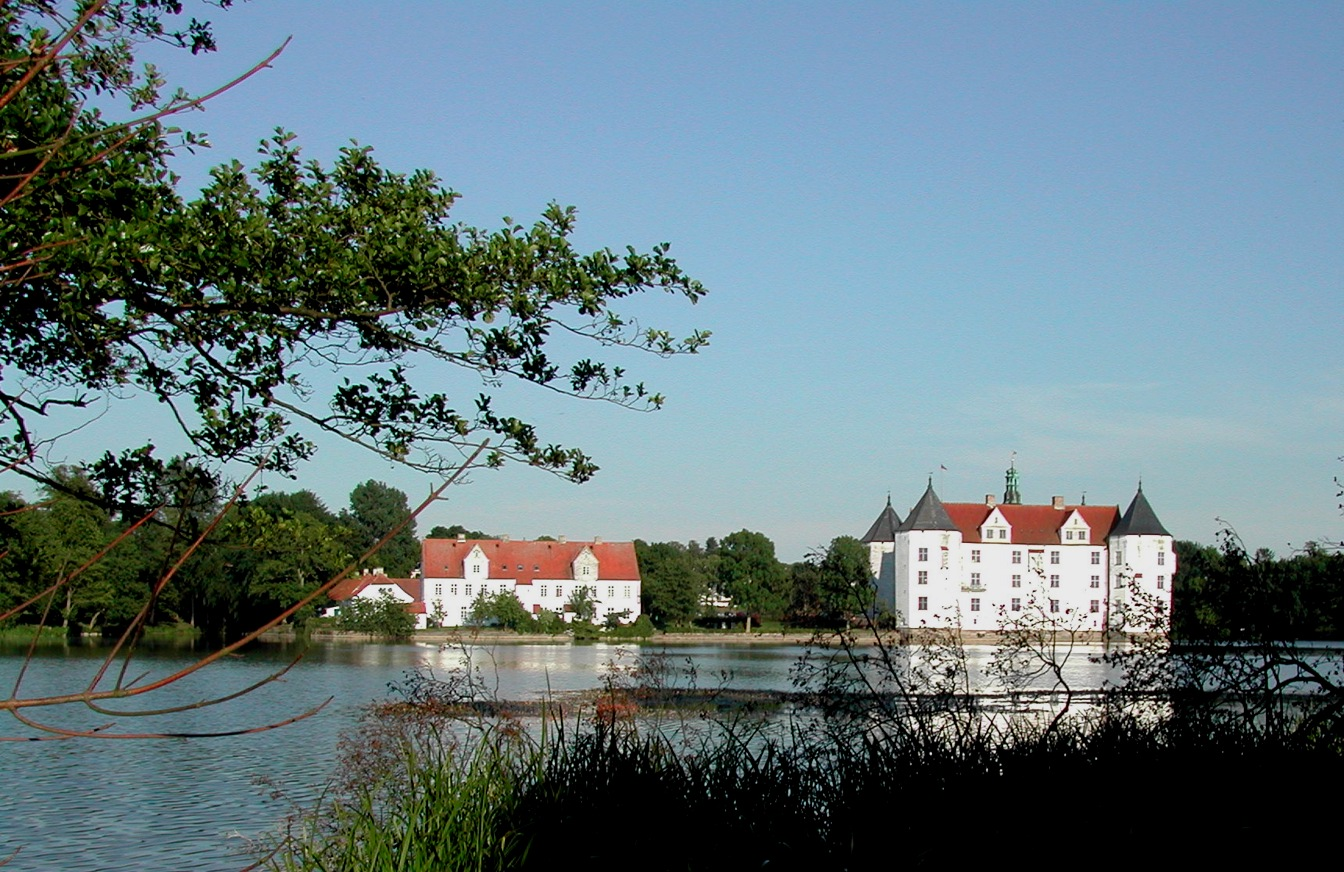
Glücksburger Schlossteich wird von der Munkbrarupau durchflossen (außerhalb des FFH-Gebietes)
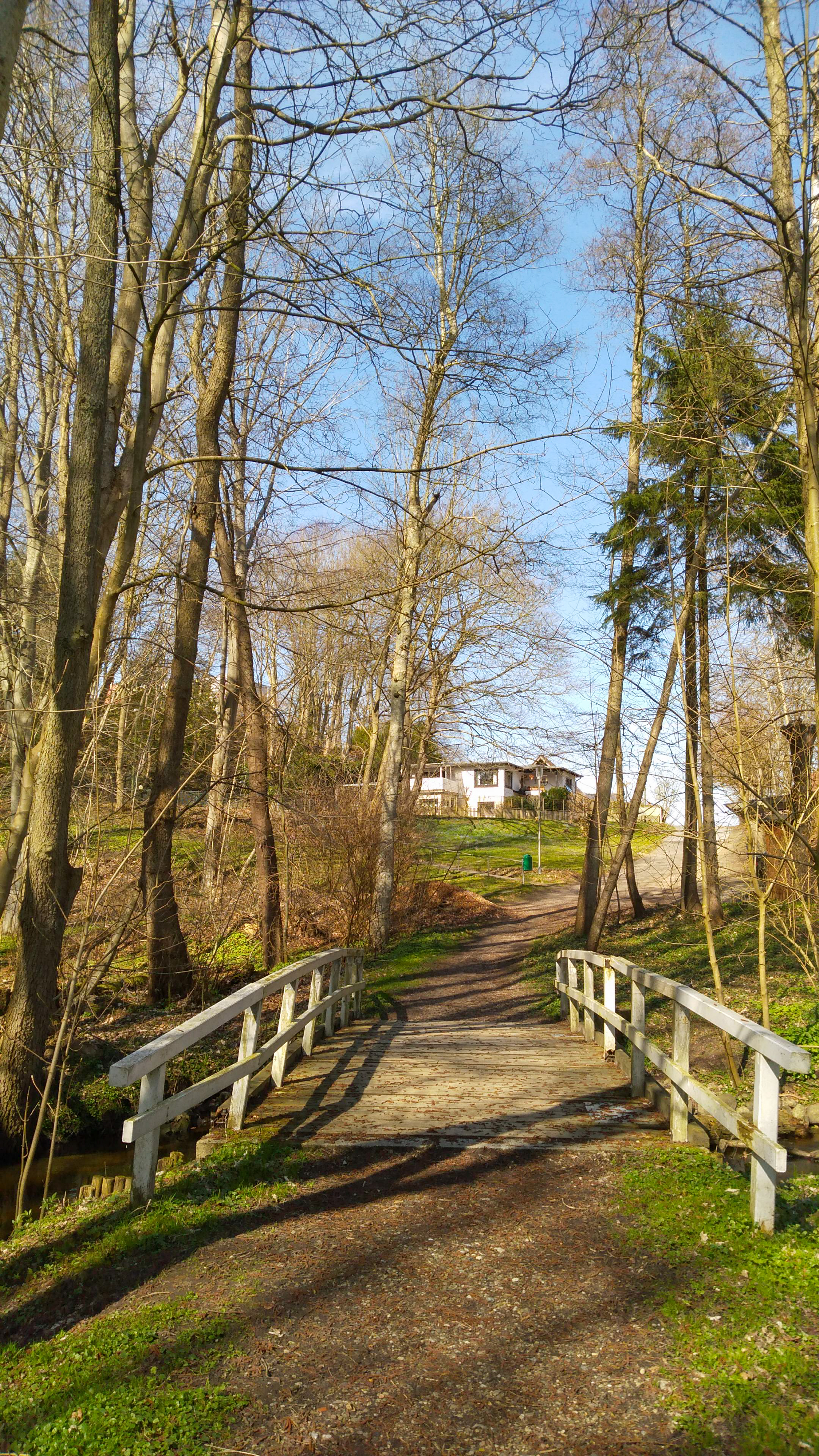
Brücke über die Schwennau im Staatsforst Glücksburg an der Schuldtstraße
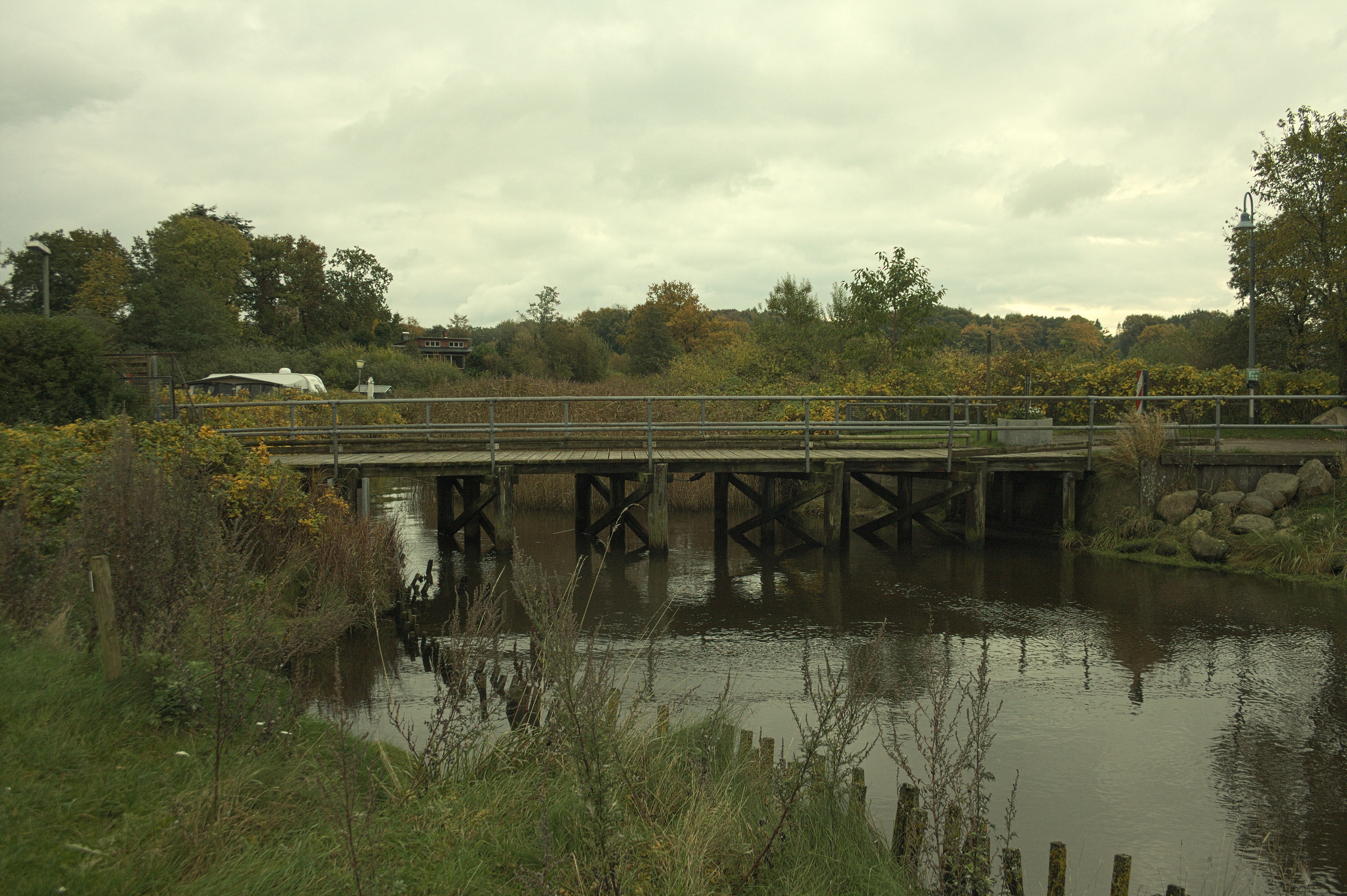
Brücke über die Schwennau vor der Mündung in die Flensburger Förde
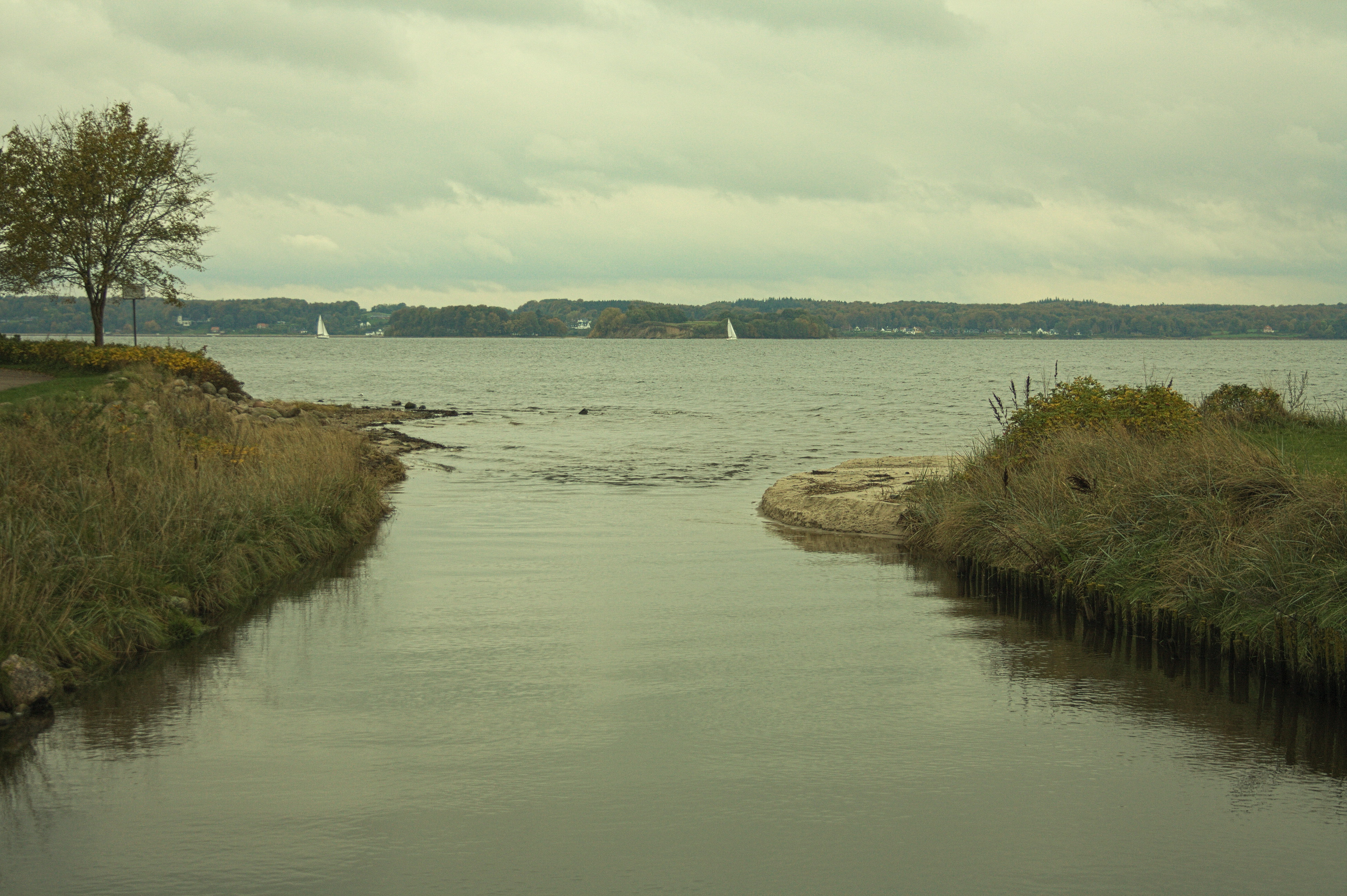
Mündung der Schwennau in die Flensburger Förde
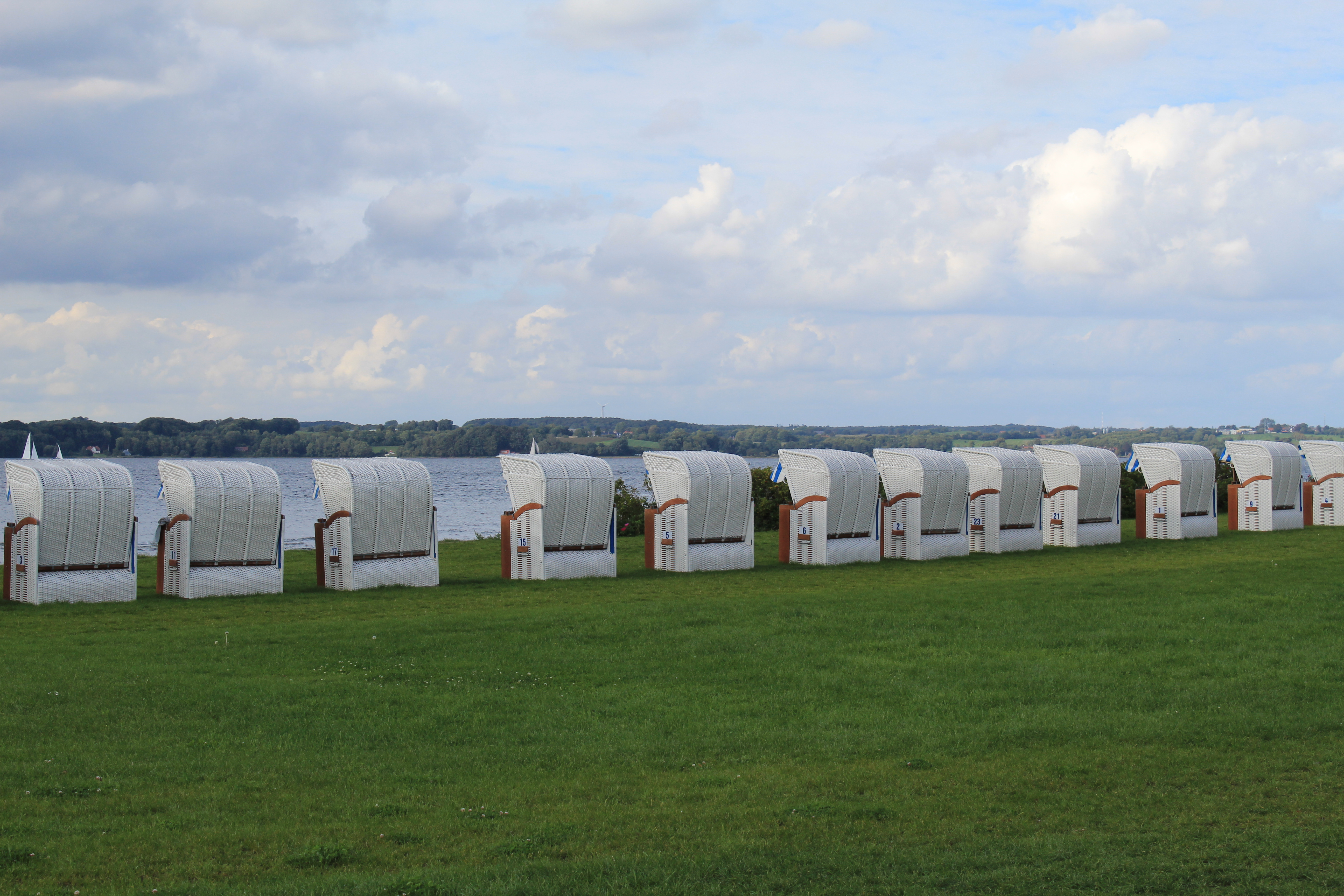
Entspannung an der Schwennaumündung (außerhalb des FFH-Gebietes)

## Weitere Arten und Biotope
Der Managementplan des Ministeriums für Energiewende, Landwirtschaft, Umwelt, Natur und Digitalisierung des Landes Schleswig-Holstein für das Fauna-Flora-Habitat-Gebiet „Munkbrarupau- und Schwennautal“ behandelt fast ausschließlich den Bereich der Flora.
Die Fauna ist nur mit dem Laubfrosch und einer Sichtung des Fischotters in beiden Teilgebieten unter „Weitere Arten und Biotope“ vertreten.